# Cetonă

Formula de structură generalizată a cetonelor; R1 și R2 reprezintă radicali organici și pot fi diferiți sau identici.

Cetonele sunt compuși chimici ce conțin ca grupă funcțională o grupare carbonil (>C=O), care se leagă de doi radicali (R2C=O). O grupare de cetonă conține trei atomi de carbon. În comparație cu aldehidele, cetonele au o grupare carbonil legată de atomi de carbon în ambele direcții de legătură. Cea mai simplă cetonă este acetona sau propanona (R = R' = resturi metil), cu formula CH3C(O)CH3. Foarte multe cetone prezintă importanță biologică și industrială, precum: cetozele (o subclasă de monozaharide), steroidele (testosteronul) și cetonele cu catenă mică (acetona, butanona, etc.).

## Denumire
Denumirea de cetonă este derivată de la termenul din germana veche Aketon, care se referea la 'acetonă'.
Conform nomenclaturii IUPAC pentru compușii organici, denumirea cetonelor se face prin adăugarea sufixului -onă la denumirea hidrocarburii de la care provine catena prezentă în structura cetonei. În unele cazuri este necesară menționarea poziției grupei carbonilice. Există și denumiri comune pentru unii reprezentanți, de exemplu acetonă sau benzofenonă.

## Clasificare
După natura radicalului cetonele pot fi :
- Alifatice
- Aromatice
- Mixte

După numărul grupărilor carbonil, cetonele pot fi : 
- Monocarbonilice (acetona)
- Policarbonilice